# Дадиани, Леван V
Лева́н V Дадиа́ни (1793 — 30 июля 1846) — владетельный князь Мегрелии (с 1804 года), генерал-лейтенант русской службы.

## Происхождение
Сын владетельного князя Мегрелии Григория (Григола) Дадиани (1788—1804) и царевны Нино, дочери царя Грузии (Картли-Кахетинского царства) Георгия XII.

### Восходящая родословная Левана V
| Предки 1. Леван V, владетель Мегрелии | Предки 1. Леван V, владетель Мегрелии               | Предки 1. Леван V, владетель Мегрелии                    |
| ------------------------------------- | --------------------------------------------------- | -------------------------------------------------------- |
| 2. Отец: Григол I, владетель Мегрелии | 4. Дед: Кация II, владетель Мегрелии                | 8. Прадед: Отия, владетель Мегрелии                      |
| 2. Отец: Григол I, владетель Мегрелии | 4. Дед: Кация II, владетель Мегрелии                | 9. Прабабка: Гулкан, княжна Эристави-Рачинская           |
| 2. Отец: Григол I, владетель Мегрелии | 5. Бабка: Анна, княжна Цулукидзе                    | 10. Прадед по женской линии: Паата, князь Цулукидзе      |
| 2. Отец: Григол I, владетель Мегрелии | 5. Бабка: Анна, княжна Цулукидзе                    | 11. Прабабка по женской линии: ?                         |
| 3. Мать: Нино, царевна Грузинская     | 6. Дед по женской линии: Георгий XII, царь Грузии   | 12. Прадед по женской линии: Ираклий II, царь Грузии     |
| 3. Мать: Нино, царевна Грузинская     | 6. Дед по женской линии: Георгий XII, царь Грузии   | 13. Прабабка по женской линии: Анна, княжна Абашидзе     |
| 3. Мать: Нино, царевна Грузинская     | 7. Бабка по женской линии: Мариам, княжна Цицишвили | 14. Прадед по женской линии: Георгий, князь Цицишвили    |
| 3. Мать: Нино, царевна Грузинская     | 7. Бабка по женской линии: Мариам, княжна Цицишвили | 15. Прабабка по женской линии: Елена, княжна Гурамишвили |

## Биография
Ещё ребёнком отец отправил его в качестве заложника к владетелю Абхазии Келешбею Шервашидзе, управлявшему Абхазией под протекторатом Турции. После смерти отца по настоянию русского правительства отпущен в Мегрелию и признан владетельным князем при регентстве матери. В 1804 году вместе с дворянством присягнул на верность Российской империи, получив знаки верховной власти, чин генерал-майора и орден Св. Анны 1-й ст. В 1808—1809 годах участвовал в Русско-турецкой войне, в 1810 году — в походе на Ахалцихе. Вскоре по просьбе Императора Александра I стал самостоятельным правителем. В 1818 году совершил поход в Абхазию, а в 1820 оказал большую помощь русским войскам во время восстания в Имерети, за что пожалован чином генерал-лейтенанта. Не получив необходимого образования, князь Леван не проявлял склонности к административной деятельности, передоверив управление княжеством своему родственнику князю Николаю Дадиани (Диди Нико — «Большой Нико»). 11 мая 1840 года передал управление княжеством старшему сыну Давиду, который застал хозяйство страны в плачевном состоянии.

## Семья
Был женат первым браком на княжне Нино Зурабовне Церетели (?—1811), вторым браком — на её сестре — княжне Марте Зурабовне Церетели (1792—1839). Во втором браке родились:
- Давид I Дадиани (1812—1853), владетельный князь Мегрелии (1840—1853), генерал-майор
- Дадиани, Григол Леванович (1814—1901), князь, генерал от инфантерии, поэт, писал под псевдонимом Колхидели
- Дадиани Нино Левановна (1816—1886), княжна, с 1836 года — замужем за генерал-майором князем Иваном Константиновичем Багратион-Мухранским
- Дадиани, Константин Леванович (1819—1889), князь, генерал от кавалерии
- Дадиани Екатерина Левановна (?—1839), княжна, замужем за князем Дмитрием Хасанбеевичем Шервашидзе